# هیترا
هیترا (به لاتین: Hitra) یک شهرداری در نروژ است که در سور تروندلاگ واقع شده‌است. هیترا ۶۸۰٫۳۹ کیلومتر مربع مساحت و ۴٬۶۴۸ نفر جمعیت دارد.